# Pływanie na Mistrzostwach Świata w Pływaniu 2019 – sztafeta mieszana 4 × 100 m stylem dowolnym
Sztafeta mieszana 4 × 100 m stylem dowolnym – jedna z konkurencji, która odbyła się podczas Mistrzostw Świata w Pływaniu 2019. Eliminacje i finał miały miejsce 27 lipca.
Tytuł mistrzów świata obronili Amerykanie. Sztafeta w składzie: Caeleb Dressel, Zach Apple, Mallory Comerford i Simone Manuel czasem 3:19,40 pobiła rekord świata. Srebrny medal zdobyli Australijczycy, którzy ustanowili nowy rekord Australii i Oceanii (3:19,97). Brąz wywalczyli reprezentanci Francji (3:22,11).

## Rekordy
Przed zawodami rekordy świata i mistrzostw wyglądały następująco:
| Rekord                   | Reprezentacja     | Czas    | Miejsce      | Data             |
| ------------------------ | ----------------- | ------- | ------------ | ---------------- |
| Rekord świata            | Stany Zjednoczone | 3:19,60 | Budapeszt    | 29 lipca 2017    |
| Rekord mistrzostw świata | Stany Zjednoczone | 3:19,60 | Budapeszt    | 29 lipca 2017    |
| Rekord świata juniorów   | Kanada            | 3:26,65 | Indianapolis | 25 sierpnia 2017 |

W trakcie zawodów ustanowiono następujące rekordy:
| Data     | Etap konkurencji | Reprezentacja | Czas    | Rekord |
| -------- | ---------------- | --- | ------- | ------ |
| 27 lipca | finał            | Stany Zjednoczone · Caeleb Dressel (47,34) · Zach Apple (47,34) · Mallory Comerford (52,72) · Simone Manuel (52,00) | 3:19,40 | ,      |

## Wyniki

### Eliminacje
Eliminacje rozpoczęły się 27 lipca o 10:53 czasu lokalnego.
| Miejsce | Wyścig | Tor | Państwo           | Zawodnik / Zawodniczka                                                                                                  | Czas      | Uwagi |
| ------- | ------ | --- | ----------------- | --- | --------- | ----- |
| 1.      | 3      | 0   | Stany Zjednoczone | Blake Pieroni (48,15) Nathan Adrian (47,67) Katie McLaughlin (53,96) Abbey Weitzeil (52,92)                             | 3:22,70   | Q     |
| 2.      | 4      | 2   | Australia         | Cameron McEvoy (48,69) Alexander Graham (48,40) Brianna Throssell (53,46) Madison Wilson (53,22)                        | 3:23,77   | Q     |
| 3.      | 3      | 1   | Kanada            | Markus Thormeyer (48,98) Yuri Kisil (48,25) Kayla Sanchez (53,10) Margaret MacNeil (53,76)                              | 3:24,09   | Q     |
| 4.      | 4      | 4   | Francja           | Clément Mignon (48,33) Maxime Grousset (48,61) Charlotte Bonnet (53,39) Béryl Gastaldello (53,94)                       | 3:24,27   | Q     |
| 5.      | 3      | 5   | Włochy            | Manuel Frigo (48,75) Alessandro Miressi (48,39) Ilaria Bianchi (54,80) Federica Pellegrini (53,12)                      | 3:25,06   | Q     |
| 6.      | 4      | 5   | Rosja             | Michaił Wiekowiszczew (48,68) Iwan Giriew (48,72) Darja Ustinowa (53,87) Wieronika Andrusienko (54,11)                  | 3:25,38   | Q     |
| 7.      | 3      | 2   | Japonia           | Katsuhiro Matsumoto (48,78) Katsumi Nakamura (48,21) Tomomi Aoki (54,52) Aya Sato (53,90)                               | 3:25,41   | Q     |
| 8.      | 3      | 4   | Holandia          | Kyle Stolk (49,17) Jesse Puts (48,56) Kira Toussaint (54,99) Maud van der Meer (54,57)                                  | 3:27,29   | Q     |
| 9.      | 4      | 3   | Niemcy            | Josha Salchow (49,50) Christoph Fildebrandt (48,60) Isabel Marie Gose (55,16) Julia Mrozinski (54,11)                   | 3:27,37   |       |
| 10.     | 3      | 3   | Polska            | Jakub Kraska (49,24) Jan Hołub (49,37) Katarzyna Wasick (53,93) Aleksandra Polańska (55,09)                             | 3:27,63   | NR    |
| 11.     | 2      | 1   | Szwajcaria        | Roman Mityukov (50,00) Antonio Djakovic (49,12) Maria Ugolkova (54,14) Noémi Girardet (55,88)                           | 3:29,14   | NR    |
| 12.     | 4      | 8   | Singapur          | Darren Chua Yi Shou (49,97) Jonathan Tan Eu Jin (49,65) Cherlyn Yeoh (55,13) Quah Jing Wen (55,51)                      | 3:30,26   | NR    |
| 13.     | 4      | 0   | Korea Południowa  | Yang Jae-hoon (49,60) Lee Kun-a (55,83) Jeong So-eun (55,32) Park Seon-kwan (50,45)                                     | 3:31,20   | NR    |
| 14.     | 4      | 7   | Turcja            | Yalım Acımış (50,60) Hüseyin Emre Sakçı (48,92) Selen Özbilen (56,05) Wiktorija Zeynep Güneş (55,81)                    | 3:31,38   |       |
| 15.     | 3      | 6   | Chiny             | Yu Hexin (50,53) Cao Jiwen (48,82) Wang Jingzhuo (55,26) Wu Qingfeng (57,11)                                            | 3:31,72   |       |
| 16.     | 3      | 8   | Hongkong          | Nicholas Lim (51,99) Ian Ho Yentou (49,53) Tam Hoi Lam (56,24) Camille Cheng (54,79)                                    | 3:32,55   | NR    |
| 17.     | 3      | 7   | Południowa Afryka | Christopher Reid (50,81) Ryan Coetzee (50,64) Emma Chelius (55,14) Tayla Lovemore (56,30)                               | 3:32,89   |       |
| 18.     | 1      | 6   | Luksemburg        | Julien Henx (51,30) Raphaël Stacchiotti (49,82) Julie Meynen (55,22) Monique Olivier (57,21)                            | 3:33,55   | NR    |
| 19.     | 1      | 8   | Filipiny          | Luke Gebbie (50,01) Nicole Oliva (56,64) James Deiparine (54,35) Remedy Rule (56,14)                                    | 3:37,14   | NR    |
| 20.     | 4      | 1   | Łotwa             | Ģirts Feldbergs (51,91) Daniils Bobrovs (52,45) Kristina Steina (56,52) Ieva Maļuka (56,78)                             | 3:37,66   | NR    |
| 21.     | 2      | 8   | Chińskie Tajpej   | Wang Yu-lian (50,71) An Ting-yao (50,72) Huang Mei-chien (57,58) Lin Pei-wun (1:02,09)                                  | 3:41,10   |       |
| 22.     | 1      | 5   | Armenia           | Artur Barseghyan (51,32) Vahan Mkhitaryan (52,66) Ani Poghosyan (59,04) Varsenik Manucharyan (1:01,05)                  | 3:44,07   |       |
| 23.     | 3      | 9   | Senegal           | Steven Aimable (51,72) Abdoul Niane (51,55) Sophia Diagne (1:01,38) Jeanne Boutbien (59,56)                             | 3:44,21   |       |
| 24.     | 2      | 9   | Kajmany           | Brett Fraser (50,18) Jordan Crooks (51,90) Raya Embury-Brown (1:02,72) Lauren Hew (59,74)                               | 3:44,54   |       |
| 25.     | 4      | 9   | Kenia             | Issa Mohamed (53,44) Maria Brunlehner (58,88) Emily Muteti (1:00,64) Danilo Rosafio (53,69)                             | 3:46,65   |       |
| 26.     | 1      | 4   | Seszele           | Felicity Passon (57,06) Simon Bachmann (54,17) Aaliyah Palestrini (1:01,75) Samuele Rossi (55,00)                       | 3:47,98   |       |
| 27.     | 1      | 7   | Jordania          | Khader Baqlah (49,09) Amro Al-Wir (55,31) Leedia Alsafadi (1:03,54) Talita Baqlah (1:00,41)                             | 3:48,35   |       |
| 28.     | 1      | 2   | Mongolia          | Delgerkhuu Myagmar (53,68) Zandanbal Gunsennorov (55,10) Enkhzul Khuyagbaatar (1:03,61) Enkhkhuslen Batbayar (58,60)    | 3:50,99   |       |
| 29.     | 2      | 4   | Angola            | Catarina Sousa (59,11) Daniel Francisco (53,78) Lia Ana Lima (1:03,51) Salvador Gordo (54,69)                           | 3:51,09   |       |
| 30.     | 2      | 3   | Papua-Nowa Gwinea | Samuel Seghers (52,84) Georgia-Leigh Vele (1:02,29) Judith Meauri (1:03,66) Ryan Maskelyne (54,67)                      | 3:53,46   |       |
| 31.     | 2      | 5   | Uganda            | Atuhaire Ambala (54,99) Ssubi Katumba (1:04,19) Tendo Mukalazi (56,55) Avice Meya (1:04,36)                             | 4:00,09   |       |
| 32.     | 2      | 2   | Madagaskar        | Tiana Rabarijaona (1:00,85) Heriniavo Rasolonjatovo (55,56) Jonathan Raharvel (1:00,17) Idealy Tendrinavalona (1:05,88) | 4:02,46   |       |
| 33.     | 1      | 3   | Mikronezja        | Tasi Limtiaco (54,53) Margie Winter (1:07,33) Taeyanna Adams (1:09,81) Kaleo Kihleng (56,30)                            | 4:07,97   |       |
| 34.     | 2      | 0   | Tonga             | Finau Ohuafi (56,67) Noelani Day (1:06,50) Charissa Panuve (1:08,37) Amini Fonua (56,65)                                | 4:08,19   |       |
| 35.     | 2      | 7   | Malediwy          | Ali Imaan (1:01,84) Aishath Sausan (1:11,87) Sajina Aishath (1:13,12) Mubal Azzam Ibrahim (59,08)                       | 4:25,91   |       |
| 36. !   | 4      | 6   | Izrael            | Tomer Frankel (50,11) Meiron Cheruti Anastasia Gorbenko Andrea Murez                                                    | 9:99,99 ! | DSQ   |
| 36. !   | 1      | 1   | Nigeria           | Ifeakachuku Nmor Chinelo Iyadi Abiola Ogunbanwo Yellow Yeiyah                                                           | 9:99,99 ! | DNS   |
| 36. !   | 2      | 6   | Panama            | | 9:99,99 ! | DNS   |

### Finał
Finał rozpoczął się 27 lipca o 21:47 czasu lokalnego.
| Miejsce | Tor | Państwo           | Zawodnik / Zawodniczka                                                                              | Czas    | Uwagi |
| ------- | --- | ----------------- | --------------------------------------------------------------------------------------------------- | ------- | ----- |
| 1. !    | 4   | Stany Zjednoczone | Caeleb Dressel (47,34) Zach Apple (47,34) Mallory Comerford (52,72) Simone Manuel (52,00)           | 3:19,40 | WR    |
| 2. !    | 5   | Australia         | Kyle Chalmers (47,37) Clyde Lewis (48,18) Emma McKeon (52,06) Bronte Campbell (52,36)               | 3:19,97 | OC    |
| 3. !    | 6   | Francja           | Clément Mignon (48,44) Mehdy Metella (47,78) Charlotte Bonnet (52,87) Marie Wattel (53,02)          | 3:22,11 |       |
| 4       | 3   | Kanada            | Markus Thormeyer (48,84) Yuri Kisil (48,58) Taylor Ruck (53,12) Penny Oleksiak (52,00)              | 3:22,54 | NR    |
| 5       | 7   | Rosja             | Władisław Griniew (48,42) Władimir Morozow (47,31) Marija Kamieniewa (52,95) Darja Ustinowa (54,04) | 3:22,72 | NR    |
| 6       | 8   | Holandia          | Kyle Stolk (48,97) Jesse Puts (47,84) Femke Heemskerk (52,81) Ranomi Kromowidjojo (53,86)           | 3:23,48 |       |
| 7       | 1   | Japonia           | Katsumi Nakamura (48,49) Katsuhiro Matsumoto (47,99) Rika Omoto (54,36) Aya Sato (53,83)            | 3:24,67 | AS    |
| 8       | 2   | Włochy            | Manuel Frigo (48,80) Alessandro Miressi (48,27) Ilaria Bianchi (54,81) Federica Pellegrini (53,70)  | 3:25,58 |       |